# Nouvelles luttes extravagantes
Nouvelles luttes extravagantes je francouzský němý film z roku 1900. Režisérem je Georges Méliès (1861–1938). Film trvá zhruba dvě minutu. Ve Spojených státech film vyšel pod názvem Fat and Lean Wrestling Match a ve Spojeném království pod názvem The Wrestling Sextette.
Pozadí filmu naznačuje prostředí poblíž Bosporu. Méliès ve filmu využil různé speciální efekty jako pyrotechniku, figuríny nebo tzv. substituční spoje, které použil už v mnoha předešlých filmech. Menší ženu ve filmu ztvárnila jeho pozdější manželka Jehanne D'Alcy.

## Děj
Dvě ženy ve spodním prádle se ukloní před kameru a najednou jsou více oblečené. Zakryjí se tenkou dekou a objeví se jako muži, kteří spolu začnou bojovat. Plešatý zápasník protivníka chytne a shodí ho na zem. Ten mu na oplátku rozloží a znovu složí tělo. Muži se chytnou za ruku a ukloní se. Za jejich zády se objeví ženy ve spodním prádle, které brzy nato znovu zmizí. Oba muži pak spolu odchází. Na jejich místo následně přichází další mužská dvojice. Hubenější bojovník se snaží silnějšího soupeře zvednout, ale jen ho na sebe svalí, čímž ze sebe udělá placku. Tlustější borec na něm ještě chvíli leží a pak se postaví oslavit konec zápasu. Hubenější muž využije jeho nepozornosti a vyhodí nepřítele do vzduchu. Konkurent na něj sice spadne, ale slabší účastník se nevzdává a skočí mu na břicho, čímž rival exploduje. Štíhlejší vítězně odchází a tlustšímu, který se poté dal doslova dohromady, nezbývá než brát zápas za ukončený.